# Редгрейв, Стив
Сэр Стивен Джеффри Редгрейв (англ. Sir Stephen Geoffrey Redgrave, р. 23 марта 1962, Марлоу, Бакингемшир) — британский гребец, один из самых титулованных гребцов в истории. Командор ордена Британской империи (1997) и рыцарь-бакалавр.
Пятикратный олимпийский чемпион:
- 1984 — четвёрка с рулевым,
- 1988, 1992, 1996 — двойка без рулевого,
- 2000 — четвёрка без рулевого.

Бронзовый призёр Олимпиады 1988 — двойка с рулевым.
Девятикратный чемпион мира:
- 1986 — двойка с рулевым,
- 1991, 1993—1995 — двойка без рулевого,
- 1997—1999 — четвёрка без рулевого.

Серебряный призёр ЧМ 1987 — двойка с рулевым, 1989 — двойка без рулевого.

 Бронзовый призёр ЧМ 1990 — двойка без рулевого.
В 1990—1996 годах выступал в двойке с Мэтью Пинсентом.
После победы на Играх 1996 года в Атланте Стив заявил: «Если кто-либо увидит меня возле лодки, пусть застрелит!», однако продолжил выступления и в 38 лет в Сиднее выиграл ещё одно олимпийское золото, даже несмотря на поставленный в 1997 году диагноз «диабет».
Болеет за лондонский футбольный клуб «Челси».
Почётный доктор права Сент-Эндрюсского университета (2011).